# Emanuel Loewy

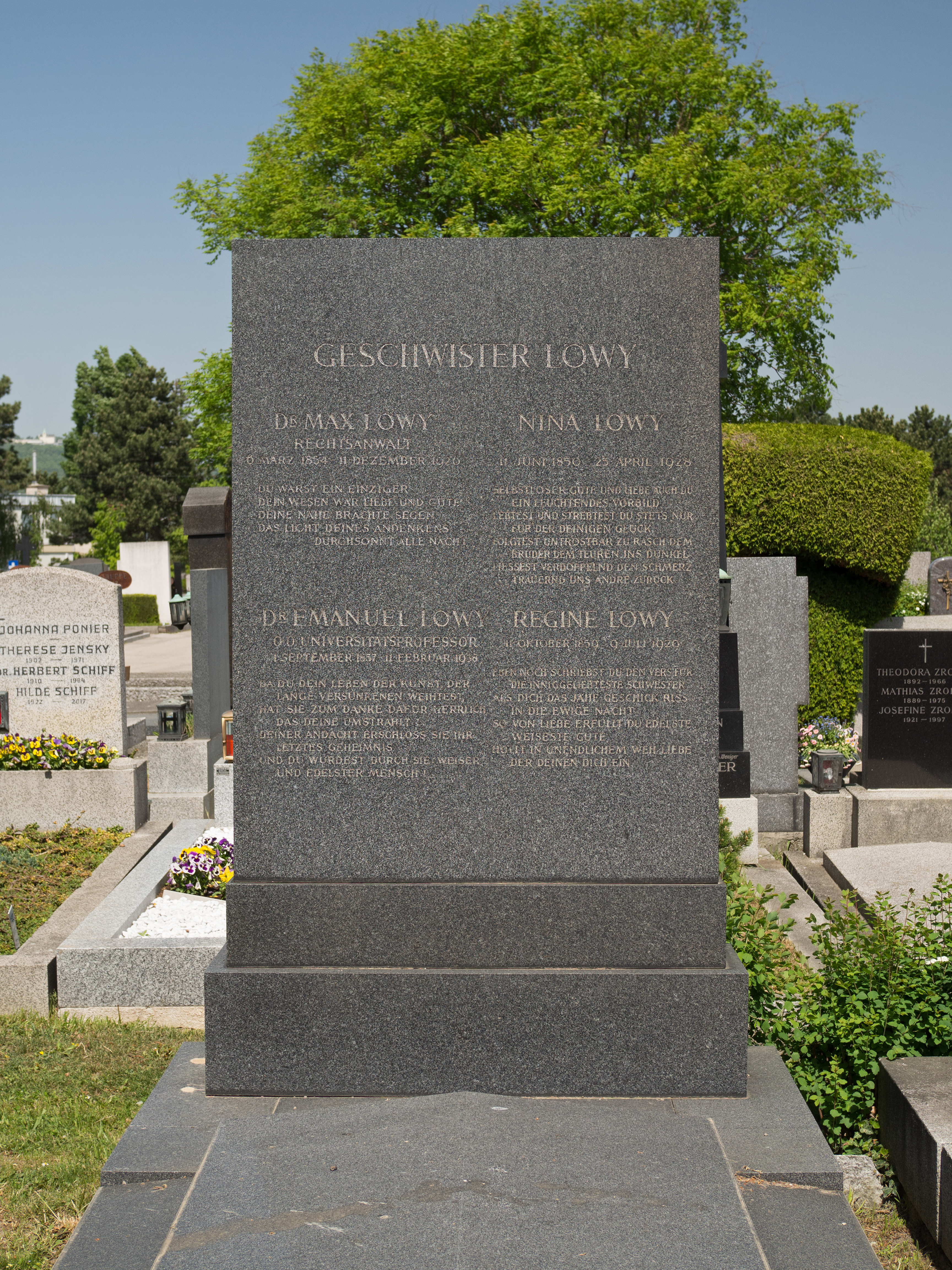
Grab von Emanuel Löwy auf dem Döblinger Friedhof

Emanuel Loewy (Nachname teilweise auch Löwy; * 1. September 1857 in Wien; † 11. Februar 1938 ebenda) war ein österreichischer Klassischer Archäologe.

## Leben
Emanuel Loewy war der einzige Sohn einer wohlhabenden jüdischen Familie aus Wien. Ab 1875 studierte er Klassische Archäologie an der Universität Wien, wo Alexander Conze, Otto Benndorf und Otto Hirschfeld seine Lehrer waren. 1882 wurde er promoviert, 1887 habilitierte er sich in Wien. Von 1891 bis 1915 war Loewy Professor für Archäologie und antike Kunstgeschichte an der Universität Rom, unter seinen Studenten befand sich u. a. Giulio Quirino Giglioli und Alessandro Della Seta. Hier war er auch numismatischer Berater König Viktor Emanuels und sorgte für die Erwerbung wichtiger Antiken und Nachlässe durch den italienischen Staat. Da er seine österreichische Staatsbürgerschaft behalten hatte, musste er im Ersten Weltkrieg Italien verlassen und war von 1918 bis 1928 tit. außerordentlicher Professor für Klassische Archäologie an der Universität Wien.
Loewy verwendete bei seiner Arbeit die Methodologie der universalen psychologischen Quellen der Form. Er wurde beeinflusst durch das Konzept des „Gedächtnisbildes“ von Ernst Brücke und war unter anderem auf die antike griechische Vasenmalerei spezialisiert. 1889 ernannte ihn das Deutsche Archäologische Institut zum ordentlichen Mitglied.
Loewy war mit Sigmund Freud befreundet. Er fand seine letzte Ruhestätte im Familiengrab auf dem Döblinger Friedhof in Wien.

## Schriften (Auswahl)
- Untersuchungen zur griechischen Künstlergeschichte. Gerold’s Sohn, Wien 1883.
- Inschriften griechischer Bildhauer. Teubner, Leipzig 1885 (Digitalisat).
- Griechische Inschrifttexte. Tempsky, Wien 1888.
- Lysipp und seine Stellung in der griechischen Plastik. Hamburg 1891.
- Die Naturwiedergade in der älteren griechischen Kunst. Loescher, Rom 1900.
- Die griechische Plastik. 2 Bände. Klinkhardt und Biermann, Leipzig 1911.
- Stein und Erz in der statuarischen Kunst. Wagner, Innsbruck 1915.
- Neuattische Kunst (= Bibliothek der Kunstgeschichte. Band 35). E. A. Seemann, Leipzig 1922.
- Die Anfänge des Triumphbogens. Schroll, Wien 1928.
- Polygnot: Ein Buch von griechischer Malerei. 2 Bände. Wien, Schroll 1929 (Digitalisat).
- Ursprünge der bildenden Kunst. Holder-Pilchler-Tempsky, Wien 1930.
- Zur Chronologie der frühgriechischen Kunst: Die Artemistempel von Ephesos. Holder-Pilchler-Tempsky, Wien 1932.
- Der Beginn der rotfigurigen Vasenmalerei (= Sitzungsberichte der Akademie der Wissenschaften in Wien, Philosophisch-Historische Klasse. Band 217, 2). Hölder-Pichler-Tempsky, Wien 1938.